# Бекетово (Крым)
Бекетово (до 1948 года Кучук-Кой; укр. Бекетове, крымскотат. Küçükköy, Кучюккой) — упразднённое село в городском округе Ялта Республики Крым (согласно административно-территориальному делению Украины — в Симеизском поссовете Автономной Республики Крым), включённое в состав пгт Парковое. Сейчас часть посёлка, севернее Южнобережного шоссе.

## История
Первое документальное упоминание села встречается в Камеральном Описании Крыма… 1784 года, судя по которому, в последний период Крымского ханства Кучук-киой входил в Мангупский кадылык бакчи-сарайского каймаканства. После присоединения Крыма к России (8) 19 апреля 1783 года, (8) 19 февраля 1784 года, именным указом Екатерины II сенату, на территории бывшего Крымского Ханства была образована Таврическая область и деревня была приписана к Симферопольскому уезду Таврической области. В феврале 1786 года деревня сильно пострадала (по одним данным от землетрясения, по другим — была разрушена оползнем), были разрушены две мельницы, восемь домов, сады и виноградники и жителям, от имени Екатерины II, было выдано 2 тысячи рублей. Перед Русско-турецкой войной 1787—1791 годов производилось выселение крымских татар из прибрежных селений во внутренние районы полуострова. В конце 1787 года из Кучук-коя были выведены все жители — 75 душ. В конце войны, 14 августа 1791 года всем было разрешено вернуться на место прежнего жительства. После Павловских реформ, с 1796 по 1802 год, входила в Акмечетский уезд Новороссийской губернии. По новому административному делению, после создания 8 (20) октября 1802 года Таврической губернии, Кучук-Кой был включён в состав Махульдурской волости Симферопольского уезда.
По Ведомости о всех селениях в Симферопольском уезде состоящих с показанием в которой волости сколько числом дворов и душ… от 9 октября 1805 года, в деревне Кучук-кой числилось 9 дворов и 64 жителя, исключительно крымских татар. На военно-топографической карте генерал-майора Мухина 1817 года деревня Кучук-кой обозначена с 11 дворами. После реформы волостного деления 1829 года Кучук-Кой, согласно «Ведомости о казённых волостях Таврической губернии 1829 года», отнесли к Байдарской волости. Шарль Монтандон в своём «Путеводителе путешественника по Крыму, украшенный картами, планами, видами и виньетами…» 1833 года писал, что Кучук-Кой состоит из 10 домов жалкого вида и что деревня с окрестностями принадлежала некоему Токареву. Именным указом Николая I от 23 марта(по старому стилю) 1838 года, 15 апреля был образован новый Ялтинский уезд и деревню передали в состав Байдарской волости Ялтинского уезда. На карте 1836 года в деревне 22 двора, как и на карте 1842 года.
По итогам земской реформы Александра II 1860-х годов деревня была приписана к Дерекойской волости. Согласно «Списку населённых мест Таврической губернии по сведениям 1864 года», составленному по результатам VIII ревизии 1864 года, Кучук-Кой — казённая татарская деревня и 3 владельческие русские экономии с 9 дворами, 22 жителями, мечетью и казармой военно-рабочей роты при колодцах. На трёхверстовой карте Шуберта 1865—1876 года в деревне обозначено 48 дворов. На 1886 год в деревне при речке Биюк-Узени, согласно справочнику «Волости и важнѣйшія селенія Европейской Россіи», проживало 20 человек в 3 домохозяйствах, действовала мечеть. Согласно «Памятной книге Таврической губернии 1889 года», по результатам Х ревизии 1887 года, в деревне Кучук-Кой числилось 18 дворов и 115 жителей. На верстовой карте 1890 года в деревне обозначено 19 дворов с татарским населением.
После земской реформы 1890-х годов, которая в Ялтинском уезде прошла после 1892 года деревня осталась в составе преобразованной Дерекойской волости. По «…Памятной книжке Таврической губернии на 1892 год» в деревне Кучук-Кой, входившей в Кекенеизское сельское общество, числилось 45 жителей в 10 домохозяйствах. По «…Памятной книжке Таврической губернии на 1902 год» в деревнях Кекенеиз, Кучук-Кой и Лимены, составлявших Кекенеизское сельское общество, вместе числилось 830 жителей в 88 домохозяйствах. По Статистическому справочнику Таврической губернии. Ч.II-я. Статистический очерк, выпуск восьмой Ялтинский уезд, 1915 год, в деревне Кучук-Кой Дерекойской волости Ялтинского уезда, числилось 57 дворов (54 двора с землёй, 3 — безземельные) с татарским населением в количестве 116 человек приписных жителей и 121 — «посторонних», из которых 127 мужчин и 110 женщин. Жители владели 288 десятинами удобной земли. В хозяйствах имелось 53 лошади, 1 вол, 58 коров и 89 голов овец, свиней, или коз.
После установления в Крыму Советской власти, по постановлению Крымревкома от 8 января 1921 года была упразднена волостная система и село подчинили Ялтинскому району Ялтинского уезда. В 1922 году уезды получили название округов. Согласно Списку населённых пунктов Крымской АССР по Всесоюзной переписи 17 декабря 1926 года, в селе Кучук-Кой, Кекенеизского сельсовета (в котором село состояло всю дальнейшую историю) Ялтинского района, числилось 48 дворов, из них 37 крестьянских, население составляло 184 человека, из них 157 крымских татар, 25 русских, 2 украинца, действовала татарская школа I ступени. Во время землетрясения 1927 года в деревне повреждения были довольно значительны (трещины в стенах, обвалы штукатурки, повреждения перемычек).
В 1944 году, после освобождения Крыма от фашистов, согласно постановлению ГКО № 5859 от 11 мая 1944 года, 18 мая крымские татары были депортированы в Среднюю Азию. 12 августа 1944 года было принято постановление № ГОКО-6372с «О переселении колхозников в районы Крыма», по которому из Ростовской области РСФСР в район переселялись 3000 семей колхозников, а в начале 1950-х годов последовала вторая волна переселенцев из различных областей Украины. С 25 июня 1946 года Кучук-Кой в составе Крымской области РСФСР
Указом Президиума Верховного Совета РСФСР от 18 мая 1948 года, Кучук-Кой переименовали в Бекетово. 26 апреля 1954 года Крымская область была передана из состава РСФСР в состав УССР. К 1977 году село Бекетово присоединили к пгт Парковое.

### Динамика численности населения
| - 1787 год — 75 чел. - 1805 год — 64 чел. - 1864 год — 22 чел. - 1886 год — 20 чел. - 1889 год — 115 чел. | - 1892 год — 45 чел. - 1902 год — 830 чел. - 1915 год — 116/121 чел. - 1926 год — 184 чел. |